# Троксобор
Троксобор (лат. Troxoborus; I век) — предводитель киликийского племени клитов в середине I века.
О предводителе килийского племени клитов Троксоборе известно из сообщения в «Анналах» Тацита. Клиты, неоднократно «нарушавшие покой и прежде», объединившись под началом Троксобора, устроили лагерь в труднодоступных горах и стали оттуда совершать набеги на города, торговцев и землепашцев. В 52 году руководимые Трокособором клиты осадили Анемурий. Отряд римских всадников под командованием префекта Курция Севера из-за неподходящей для ведения действий конницы местности был рассеян. Положение спас коммагенский царь Антиох IV, который с помощью хитрости, внеся раскол в ряды мятежников, сумел казнить Троксобора и некоторых других вождей. При этом Антиох, милостиво обращаясь с остальными клитами, смог в итоге привести их к повиновению. Как отметила Голубцова Е. С., римляне за время своего владычества над Киликией так и не сумели наладить систему управления. По замечанию Никишина В. О., вассальные цари справлялись с разбойниками более эффективно, чем римские управители.